# Verbandsgemeinde Weida-Land
In de Verbandsgemeinde Weida-Land werken zes gemeenten uit de Landkreis Saalekreis samen ter vervulling van de gemeentelijke taken. Juridisch gezien behouden de deelnemende gemeenten hun zelfstandigheid. De Verbandsgemeinde telt 8.330 inwoners.

## Geschiedenis
De Verbandsgemeinde Weida-Land bestaat sinds 1 januari 2010.

## Deelnemende gemeenten
- Barnstädt (974)
- Farnstädt (1.487)
- Nemsdorf-Göhrendorf * (838)
- Obhausen (2.246)
- Schraplau, Stad (1.077)
- Steigra (1.108)